# Buena Vista (Georgia)
Buena Vista è una città degli Stati Uniti d'America, situata in Georgia, nella Contea di Marion, della quale è il capoluogo.